# Seleucus I Nicator
Seleucus I (358 – september 281 v.Chr.), bijgenaamd Nicator (Oudgrieks: Σέλευκος Αʹ Νικάτωρ, Séleukos Aʹ Nikátōr, Seleucus de overwinnaar), de stichter van het naar hem genoemde Seleucidische Rijk, was aanvankelijk veldheer onder Alexander de Grote en een van zijn diadochen, onder wie hij doorgaat als de meest humane en bekwame.
In de strijd om het rijk van Alexander was zijn grootste tegenstander in het algemeen Antigonos I Monophthalmos, later diens zoon Demetrios Poliorketes. De gebieden van de beide diadochen grensden aan elkaar, want Seleucus' machtscentrum lag in het begin in Mesopotamië en spreidde zich nog verder uit richting het oosten.
Hij bracht het in 321 of 320 v.Chr. tot satraap van Babylon bij de Rijksdeling van Triparadisus, maar werd door Antigonos verdreven in 316 en moest vluchten naar het hof van Ptolemaeus in Egypte. Met diens hulp wist Seleucus Demetrios uit te schakelen in de Slag bij Gaza (312 v. Chr.), waarmee hij het opperbevel verkreeg over de ruiterij van Alexander. Ten slotte kon hij het volgende jaar terugkeren naar Babylon, waarop de strijd tegen Antigonos werd aangebonden en gewonnen (Babylonische Oorlog 311-309 v.Chr.). In het jaar 305 v.Chr. nam hij de koningstitel aan, in navolging van Antigonos, die zich had uitgeroepen tot koning van Macedonië. Dit was het begin van de dynastie der Seleuciden, die over Syrië zou regeren tot de Romeinen hier in 64 v.Chr. door het optreden van Pompeius Magnus hun gezag zouden vestigen.
Van de Indische vorst Chandragupta Maurya kreeg hij 500 krijgsolifanten cadeau en dit bezorgde hem het militaire overwicht tegen Antigonos, die hij met een coalitieleger versloeg bij Ipsos in 301. Door deze overwinning verkreeg hij Syrië en hij stichtte het jaar daarop aan de rivier de Orontes de stad Antiochia ad Orontem of Antiochia dei Siri (Nederlands: Antiochië) naar de naam van zijn vader Antiochus.
Antiochia werd het centrum van verfijnde luxe en parvenuachtige vertoon. Naast het strand werd de wijk Dafne gebouwd, waar de welvarendsten van de toenmalige wereld hun leven sleten. Ook op cultureel gebied spande de stad de kroon. Aan de Tigris bouwde hij Seleukeia, niet ver gelegen van Babylon. De gunstige positie en de nieuwe heersers van Seleukeia brachten de Babyloniërs ertoe meer en meer uit hun stad te verhuizen. Babylon zelf werd een spookachtige ruïneheuvel.
Na de stichting van Antiochia richtte hij zijn aandacht vrijwel uitsluitend op het westen van zijn rijk en verkreeg in 281 v.Chr. ook de macht over het grootste deel van Klein-Azië, door een overwinning op Lysimachus in de Slag bij Corupedium.
Door uitgebreide stedenstichtingen, Apamea (Syrië) aan de Orontes en Seleucia aan de Tigris (het eerdergenoemde Seleukeia), verspreidde Seleucus de Griekse cultuur in een oosterse omgeving. Hij was ook de enige van de diadochen die zijn oosterse echtgenote, Apame, niet verstootte, maar naast haar trad hij ook in het huwelijk met de veel jongere Stratonice, de dochter van Demetrios Poliorketes. Later stond hij haar, zoals onder oosterse vorsten gebruikelijk was, af aan zijn zoon Antiochus I, die daarmee sinds 293 ook zijn mederegent en beoogde opvolger was. Bij een poging om ook Macedonië en Thracië in te lijven werd hij, enkele weken nadat hij Lysimachus had verslagen, door Ptolemaeus Ceraunus, zoon van Ptolemaeus I, gedood.

## Jeugd en familie
Seleucus was de zoon van Antiochus. Historicus Junianus Justinus vertelt dat Antiochus een van de generaals van Philippus II van Macedonië, maar hij wordt niet vermeld in andere bronnen en er is niets bekend over zijn vermeende carrière onder Philippus. Het is mogelijk dat Antiochus lid was van een belangrijke Macedonische adellijke familie. Seleucus' moeder heette vermoedelijk Laodice, maar er is niets anders bekend over haar. Later noemde Seleucus een aantal steden naar zijn ouders. Seleucus werd geboren in Europos, in het noordelijke deel van Macedonië. Net een jaar voor zijn geboorte (als het jaar 358 v.Chr. geaccepteerd wordt als zijn geboortedatum), waren de Paeoniërs deze regio binnengevallen. Philippus versloeg de aanvallers echter en onderwierp hen slechts enkele jaren later volledig aan de Macedonische heerschappij. Het is niet zeker wanneer Seleucus werd geboren. Justinus zegt dat hij 77 jaar oud was tijdens de slag bij Corupedium, wat zijn geboortedatum in het jaar 358 voor Christus zou plaatsen. Appianus vertelt echter dat Seleucus 73 jaar oud was tijdens die slag, wat betekent dat zijn geboortejaar 354 v.Chr. zou zijn. Eusebius van Caesarea vermeldt echter dat hij 75 jaar oud was, waardoor zijn geboortedatum 356 v.Chr. zou zijn, wat zou betekenen dat hij dezelfde leeftijd had als Alexander de Grote. Het is waarschijnlijk dat dit propaganda was om hem te kunnen vergelijken met Alexander.
Als een tiener werd Seleucus gekozen om te dienen als de page (paides) van de koning. Het was gebruikelijk voor alle mannelijke nakomelingen van adellijke families om eerst te dienen in deze positie en later als officiers in het leger van de koning.
Er werden een aantal legendes, gelijkend op degene die verteld werden over Alexander de Grote, verteld over Seleucus. Er werd verteld dat Antiochus zijn zoon vertelde voor hij vertrok om tegen de Perzen te vechten met Alexander dat zijn echte vader eigenlijk de god Apollo was. De god zou een ring achtergelaten hebben met een afbeelding van een anker als een geschenk voor Laodice. Seleucus had een geboortevlek die de vorm van een anker had. Er werd verteld dat Seleucus' zonen en kleinzonen gelijkaardige geboortevlekken hadden. Dit verhaal is gelijkaardig aan datgene dat verteld werd over Alexander. Het is het meest waarschijnlijk dat het verhaal slechts propaganda was van Seleucus, die dit verhaal waarschijnlijk uitvond om zichzelf voor te stellen als de natuurlijke opvolger van Alexander.
Johannes Malalas vertelt dat Seleucus een zus had die Didymeia heette, wier zonen Nicanor en Nicomedes heetten. Het is het meest waarschijnlijk dat deze zonen niet echt bestaan hebben. Het is mogelijk dat Didymeia verwijst naar Didyma, het orakel van Apollo bij Milete. Er wordt ook gesuggeerd dat Ptolemaeus eigenlijk de nonkel van Seleucus was.

## Vroege carrière onder Alexander de Grote

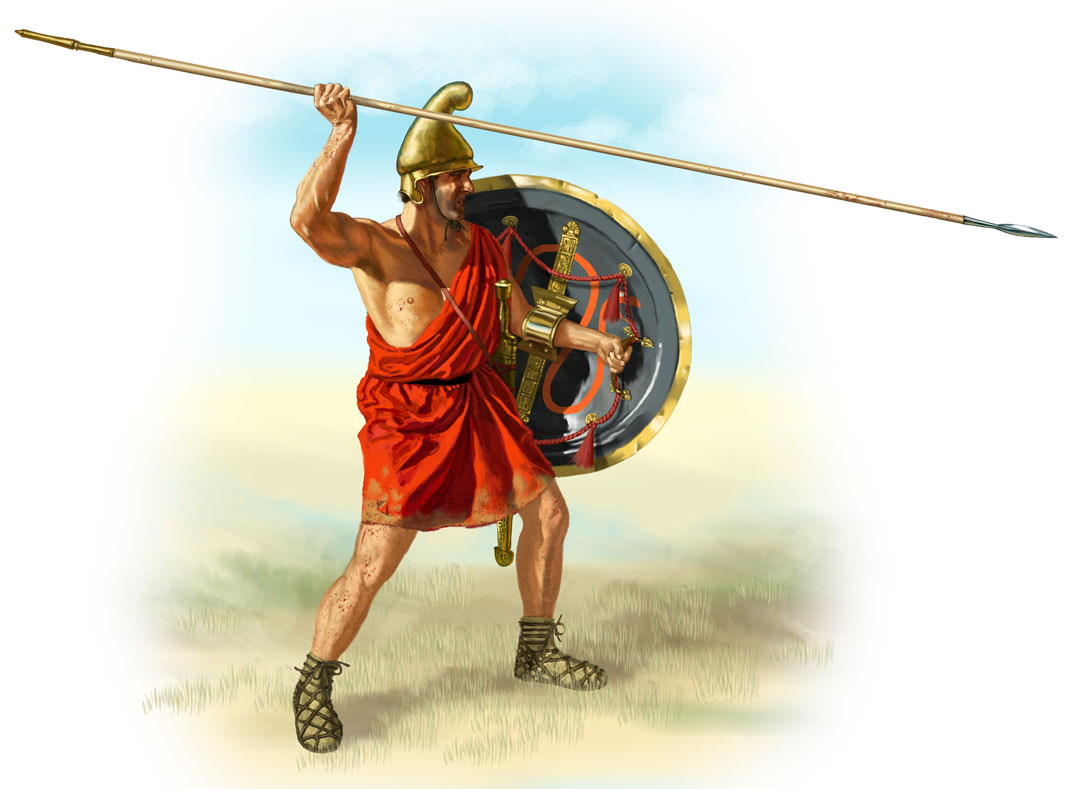
Seleucus leidde de Koninklijke Hypaspisten tijdens Alexanders Perzische veldtocht

In de lente van 334 voor Christus, als een jonge man van ongeveer 23 jaar oud, ging Seleucus mee met Alexander naar Azië. Tegen het moment van de veldtochten van Alexander in India, die begonnen in het laatste deel van het jaar 327 voor Christus, had Seleucus de leiding gekregen over het elite-infanteriekorps van het Macedonische leger: de Hypaspisten (schilddragers, later bekend als de Argyraspides). Er wordt verteld door Arrianus dat toen Alexander de Hydaspes overstak via een boot, hij vergezeld werd door Perdikkas, Ptolemaeus I Soter, Lysimachus en ook Seleucus. Tijdens de daaropvolgende Slag bij de Hydaspes (326 v.Chr.) leidde Seleucus zijn troepen tegen de olifanten van koning Poros. Het is waarschijnlijk dat Seleucus geen echte rol had in de echte planning van de slag. Er wordt ook niet vermeld dat hij een belangrijke, onafhankelijke positie besloeg tijdens de slag, in tegenstelling tot bijvoorbeeld Craterus, Hephaestion, Peithon en Leonnatus – waarvan elk grote detachementen onder zijn leiding had. Seleucus' Koninklijke hypaspisten waren voortdurend onder Alexanders hoede. Later namen ze deel aan de veldtocht in de Indusvallei in de gevechten tegen de Malliërs en bij het oversteken van de Gedrosische Woestijn.
Bij de grote huwelijksceremonie in Susa in de lente van 324 voor Christus trouwde Seleucus met Apame (de dochter van Spitamenes) en ze bracht zijn oudste zoon en opvolger Antiochus I Soter ter wereld, ten minste twee rechtmatige dochters (Laodice en Apame) en mogelijk een andere zoon (Achaeus). Tijdens dezelfde gebeurtenis trouwde Alexander met de dochter van de laatste Perzische koning Darius III terwijl verschillende andere Macedoniërs trouwden met andere Perzische vrouwen. Na Alexanders dood (323 v.Chr.), toen bijna alle andere Macedonische officiers hun vrouwen van Susa dumpten, was Seleucus een van de weinigen die hun vrouw behielden en Apame bleef zijn gemalin (later koningin) voor de rest van haar leven.
Antieke bronnen vermelden Seleucus drie keer net voor de dood van Alexander. Hij nam deel aan een zeiltocht bij Babylon, nam deel aan het eetfestijn van Medius van Larissa met Alexander en bezocht de tempel van de god Serapis. Bij de eerste van deze gebeurtenissen werd Alexanders diadeem van zijn hoofd geblazen en landde op het riet dicht bij de tombes van de Assyrische koningen. Seleucus sprong van de boot af en zwom naar de diadeem om hem te gaan halen en plaatste hem op zijn eigen hoofd terwijl hij terugkeerde zodat die droog zou blijven. Het is twijfelachtig of dit verhaal geloofd moet worden. Het verhaal van het etentje bij Medius kan waar zijn, maar het complot om de koning te vergiftigen kan in twijfel getrokken worden. In het laatste verhaal sliep Seleucus naar verluidt in de tempel van Serapis in de hoop dat Alexanders gezondheid weer beter zou worden. De betrouwbaarheid van dit verhaal kan ook in vraag getrokken worden, omdat de Grieks-Egyptische Serapis op dat moment nog niet uitgevonden was.

## Hoge officier onder Perdikkas

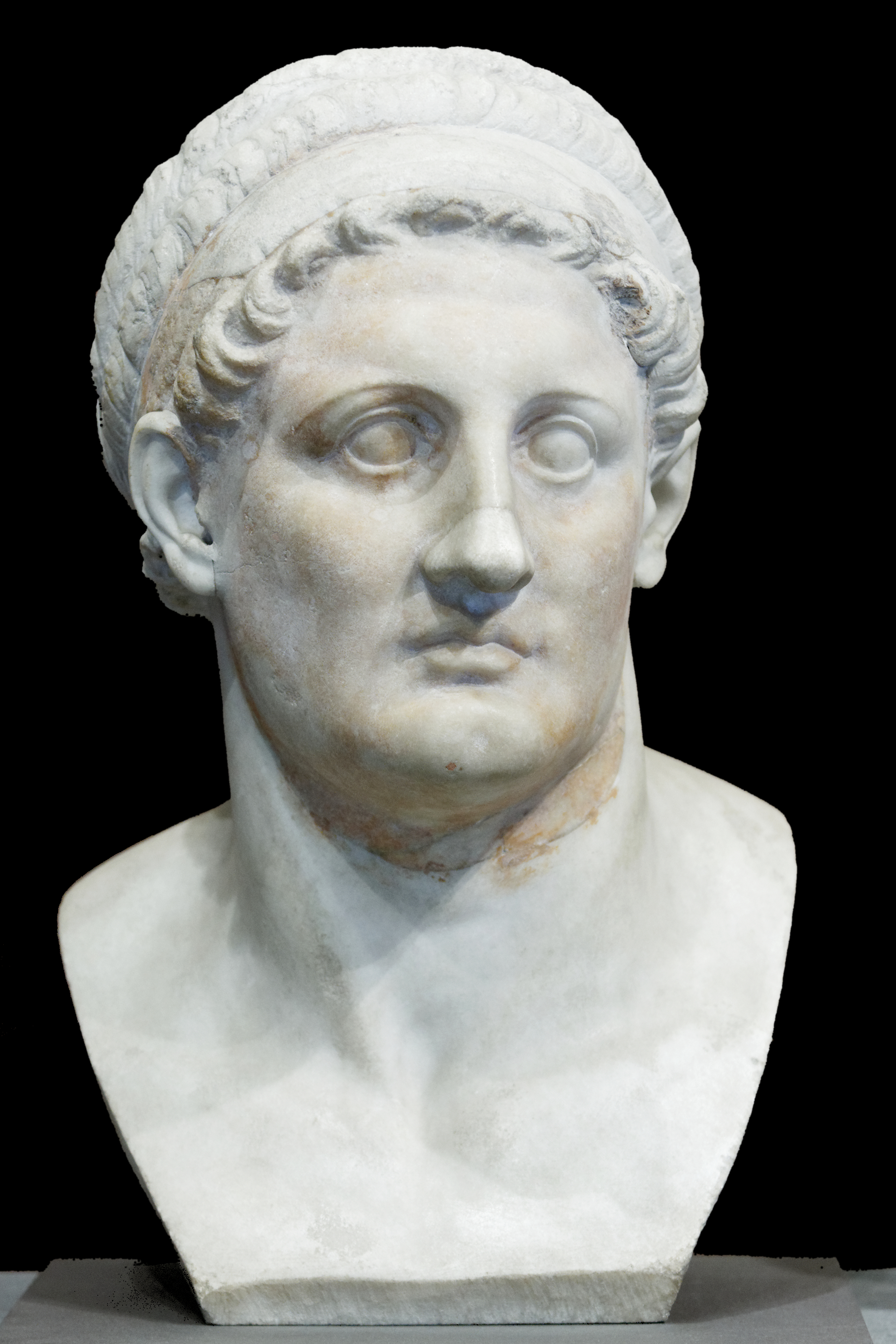
Ptolemaeus, een officier van Alexander de Grote, werd gekozen als satraap van Egypte. Ptolemaeus maakte Egypte onafhankelijk en verklaarde zichzelf Koning en Farao

Alexander de Grote stierf zonder een opvolger achter te laten in Babylon in de nacht van 10 op 11 juni 323 voor Christus. Zijn generaal Perdikkas werd de regent van heel Alexanders rijk, terwijl Alexanders fysiek en mentaal gehandicapte halfbroer Arrhidaeus gekozen werd als de volgende koning onder de naam Philippus III van Macedonië. Alexanders ongeboren kind (Alexander IV) werd ook genoemd als zijn vaders opvolger. Met de Rijksdeling van Babylon verdeelde Perdikkas echter het enorme Macedonische Rijk onder Alexanders generaals. Seleucus werd gekozen om de Hetairoi in het Koninklijke Leger van Perdikkas te leiden en werd zo de belangrijkste officier in het leger na de regent en opperbevelhebber Perdikkas. Verschillende andere machtige mannen steunden Perdikkas, waaronder Ptolemaeus, Lysimachus, Peithon en Eumenes. Perdikkas' macht hing af van zijn vermogen om Alexanders enorme rijk samen te houden en of hij de satrapen kon dwingen om hem te gehoorzamen.
Er brak echter al snel oorlog uit tussen Perdikkas en de andere Diadochen. Om zijn positie te versterken probeerde Perdikkas te trouwen met Alexanders zus Cleopatra. De Eerste Diadochenoorlog begon toen Perdikkas Alexanders lichaam naar Macedonië stuurde om het daar te laten begraven. Ptolemaeus kon het lichaam echter buitmaken en bracht het naar Alexandrië. Perdikkas en zijn troepen volgden hem naar Egypte, waarop Ptolemaeus samenzwoer tegen hem samen met de satraap van Medië, Peithon en de commandant van de Argyraspides, Antigenes, die beiden dienden als officieren onder Perdikkas, en ze vermoordden hem. Cornelius Nepos vermeldt dat Seleucus ook deelnam in deze samenzwering, maar dit is niet zeker.

## Satraap van Babylon

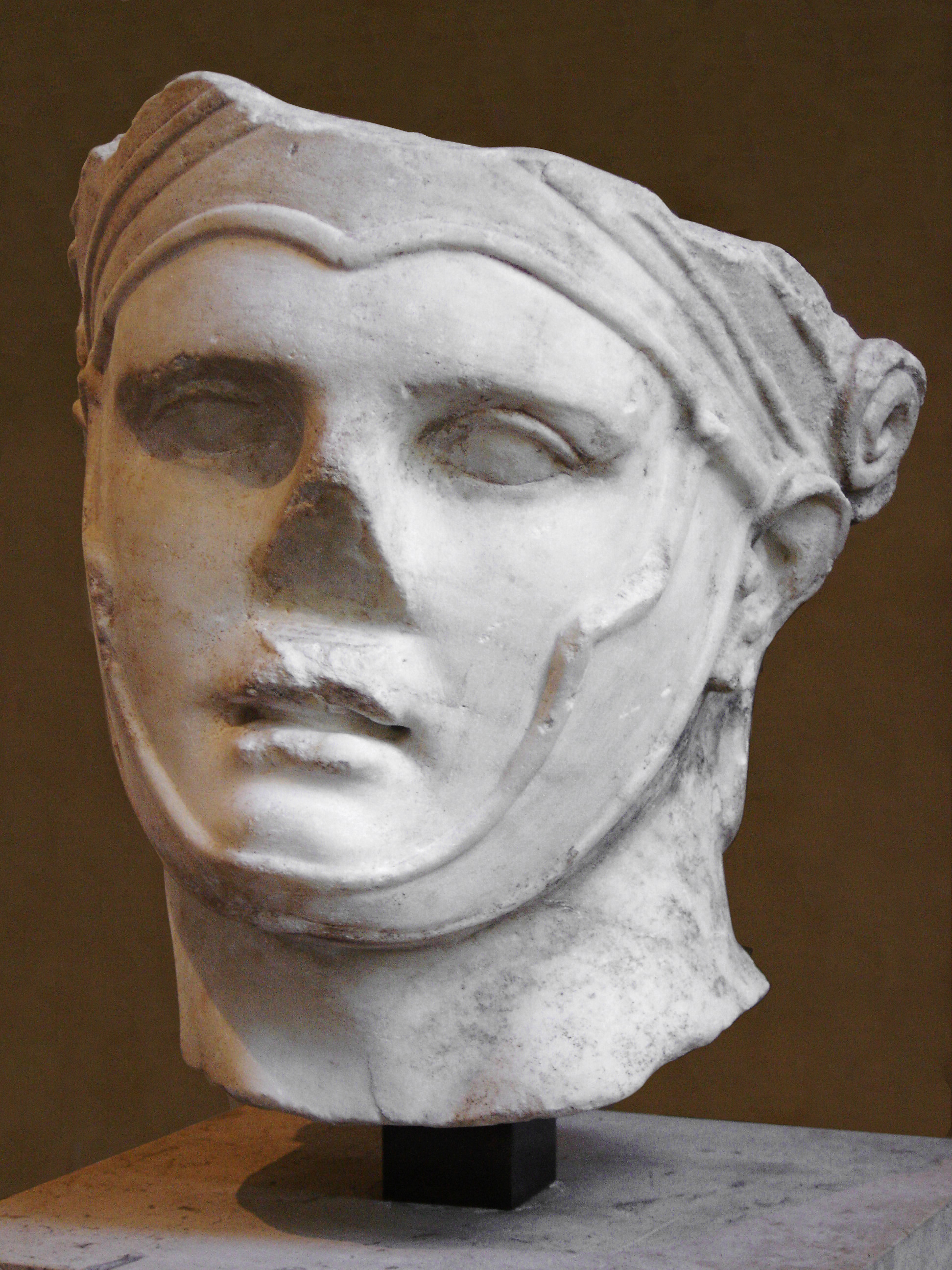
Beschadigde Romeinse kopie van een buste van Seleucus I

De machtigste man in het rijk na de dood van Perdikkas was nu Antipater. Perdikkas' tegenstanders verzamelden zich in triparadisus, waar het rijk van Alexander opnieuw werd verdeeld in de Rijksdeling van Triparadisus (321 v.Chr.). Te triparadisus begonnen de soldaten te muiten en waren ze plannen aan het smeden om hun leider Antipater te vermoorden. Seleucus en Antigonos konden dit echter voorkomen. Omdat hij Perdikkas mogelijk verraden had, werd Seleucus beloond met de rijke provincie Babylonië. Deze beslissing kan het idee van Antigonos geweest zijn. Dit ging echter niet zonder moeilijkheden: na de dood van Alexander was Archon van Pella satraap van Babylon geworden. Perdikkas had echter plannen gehad om Archon te vervangen en Docimus aan te duiden als zijn opvolger. Tijdens zijn invasie van Egypte had Perdikkas Docimus samen met zijn detachementen naar Babylon gestuurd. Archon begon een oorlog tegen hem, maar sneuvelde in een slag. Docimus, die Babylonië dus niet zonder slag of stoot aan Seleucus zou geven, maakte zich klaar om tegen Seleucus te vechten. Het is niet zeker hoe Seleucus Babylon van Docimus nam, maar volgens een Babylonische kroniek werd er een belangrijk gebouw vernietigd in de stad tijdens de zomer of winter van 320 voor Christus. Andere Babylonische bronnen zeggen dat Seleucus aankwam in Babylon in oktober of november 320 voor Christus. Ondanks de veronderstelde veldslag kon Docimus ontsnappen. Seleucus' hoofdstad werd echter al snel omsingeld door Peucestas, de satraap van Persis; Antigenes, de nieuwe satraap van Susiana; en Peithon van Medië. Babylonië was een van de rijkste provincies van het rijk, maar zijn militaire macht was zeer klein. Het is mogelijk dat Antipater de oostelijke provincies zo verdeelde dat geen enkele satraap meer macht zou kunnen krijgen dan de anderen.
Ondertussen was het rijk opnieuw in beroering. Peithon, de satraap van Medië, vermoordde Philippus, de satraap van Parthië, en verving hem met zijn broer Eudemus als de nieuwe satraap. In het westen begonnen Antigonos en Eumenes een oorlog tegen elkaar. Net zoals Peithon en Seleucus was Eumenes een van de vroegere aanhangers van Perdikkas. Seleucus' grootste probleem was echter Babylon zelf. De inheemse bevolking had gerebelleerd tegen Archon en Docimus gesteund. De Babylonische priesters hadden een grote invloed over de regio. Babylon had ook een grote populatie van Macedonische en Griekse veteranen van Alexanders leger. Seleucus kon deze priesters aan zijn kant krijgen door hen om te kopen en kon zo ook het volk aan zijn kant winnen.

### Tweede Diadochenoorlog
Na de dood van Antipater in 319 v.Chr. begon de satraap van Medië zijn macht uit te breiden. Peithon verzamelde een groot leger van misschien 20.000 legers. Onder leiding van Peucestas brachten de andere satrapen van de regio een leger om hem te weerstaan. Peithon werd verslagen tijdens een veldslag in Parthië. Hij kon ontsnappen naar Medië, want zijn tegenstanders volgden hem niet en keerden terug naar Susiana. Ondertussen waren Eumenes en zijn leger aangekomen in Cilicië, maar moesten zich terugtrekken toen Antigonos de stad bereikte. De situatie was moeilijk voor Seleucus. Eumenes en zijn leger bevonden zich ten noorden van Babylon; Antigonos volgde hem met een nog groter leger; Peithon was in Medië en zijn tegenstanders in Susiana. Antigenes, de satraap van Susiana en de commandant van de Argyraspides had zich aangesloten bij Eumenes. Antigenes was in Cilicië toen de oorlog tussen hem en Peithon begon.
Peithon kwam aan bij Babylon in de herfst of winter van 317 voor Christus. Peithon had een groot aantal van zijn troepen verloren, maar Seleucus had nog minder soldaten. Eumenes besloot om naar Susa te marcheren in de lente van 316 voor Christus. De satrapen in Susa hadden blijkbaar Eumenes' eis om te vechten voor de rechtmatige koninklijke familie tegen de overweldiger Antigonos. Eumenes marcheerde met zijn leger naar de Tigris op zo'n 300 stadia (47 km) van Babylon. Seleucus moest nu handelen. Hij zond twee triremen en enkele kleinere schepen om de oversteek te hinderen. Hij probeerde ook om de vroegere hypaspistai van de Argyraspides aan zijn kant te krijgen, maar dit gebeurde niet. Seleucus zond ook boodschappen naar Antigonos. Door zijn gebrek aan troepen, had Seleucus blijkbaar geen plannen om Eumenes echt te stoppen. Hij opende de sluizen van de rivier, maar de daaropvolgende overstroming stopte Eumenes niet.
In de lente van 316 v.Chr. sloten Seleucus en Peithon zich aan bij Antigonos, die Eumenes aan het volgen was naar Susa. Vanuit Susa ging Antigonos naar Medië, van waaruit hij de oostelijke provincies kon bedreigen. Hij liet Seleucus met een klein aantal troepen achter om Eumenes te weerhouden om de Middellandse Zee te bereiken. Sibyrtius, de satraap van Arachosië die zich had aangesloten bij Eumenes, dacht dat de situatie hopeloos was en keerde terug naar zijn eigen provincie. De legers van Eumenes en zijn bondgenoten stonden op het punt om uit elkaar te vallen. Antigonos en Eumenes stonden twee keer tegenover elkaar tijdens 316 v.Chr. in de slagen bij Paraitakene en Gabiene. Eumenes werd verslagen en geëxecuteerd. De gebeurtenissen van de Tweede Diadochenoorlog toonden Seleucus' vermogen om te wachten op het goede moment. Zich zomaar in veldslagen storten was niet zijn stijl.

### Vlucht naar Egypte

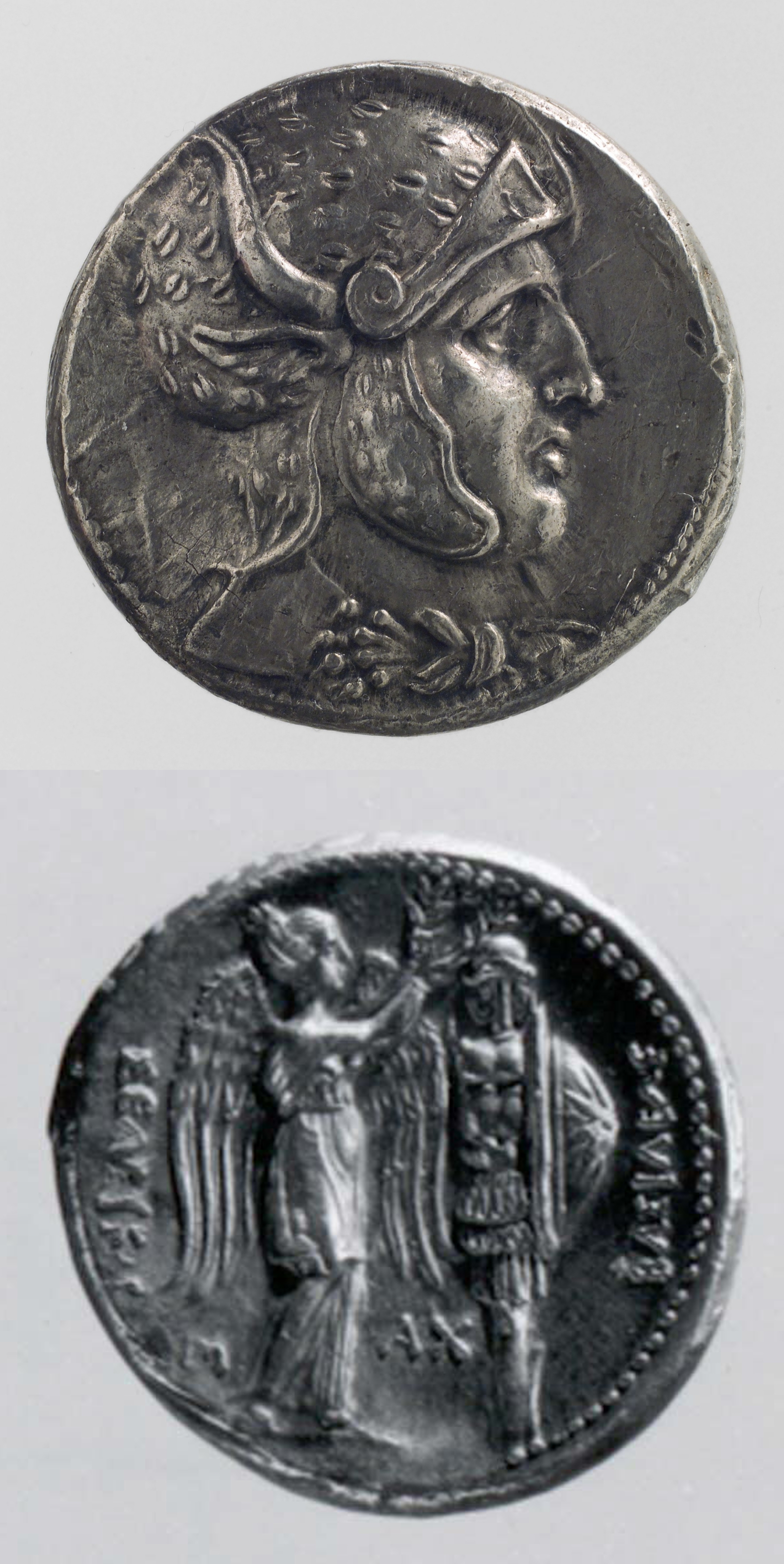
Tetradrachme van Seleucus I Voorkant: Geïdealiseerd portret van Seleucus met een helm bedekt met een luipaardhuid en versierd met stierenhoorns en -oren. Seleucus draagt rond zijn nek een andere luipaardhuid, samengebonden bij zijn keel. Achterkant: Gevleugelde Nikè (Overwinning). Nikè houdt een krans boven een trofee van wapens; waaronder een helm, kuras (borst en rugplaat) met leren banden en schort en een met ster versierd schild, opgehangen aan een boomstronk. Dit is een mogelijk symbool van de slag bij Ipsus (301 v.Chr.). De woorden zijn ΣΕΛΕΥΚΟΣ (Seleucus) en ΒΑΣΙΛΕΥΣ (Koning).

Antigonos hield zich in de winter van 316 v.Chr. op in Medië, waarvan de satraap opnieuw Peithon was. Peithons lust voor macht was gegroeid en hij probeerde een aantal van Antigonos' troepen aan te zetten om te rebelleren tegen de eenogige Diadoch. Antigonos ontdekte het complot echter en executeerde Peithon. Hij verving toen Peucestas als satraap van Perzië. In de zomer van 315 v.Chr. kwam Antigonos aan in Babylon en kreeg een warm welkom van Seleucus. Hun relatie werd echter al snel bitter. Seleucus strafte, zonder de toestemming van Antigonos gevraagd te hebben, een van de officieren van hem. Antigonos werd boos en vroeg Seleucus om hem de inkomsten van de provincie te geven, wat Seleucus weigerde om te doen. Hij was echter bang van Antigonos en vluchtte naar Egypte met 50 ruiters. Er werd verteld dat Chaldeïsche astrologen voorspelden aan Antigonos dat Seleucus de meester van Azië zou worden en hem zou doden. Nadat hij dit gehoord had, stuurde Antigonos soldaten om Seleucus gevangen te nemen, die echter eerst was gevlucht naar Mesopotamië en dan naar Syrië. Antigonos executeerde Blitor, de nieuwe satraap van Mesopotamië, omdat hij Seleucus had geholpen. Moderne wetenschappers staan echter sceptisch tegenover dit verhaal. Het lijkt echter zeker dat de Babylonische priesters zich tegen Seleucus hadden gekeerd.
Tijdens Seleucus' vlucht naar Egypte was er grote beroering in Macedonië. Alexander de Grotes moeder Olympias was opnieuw uitgenodigd naar Macedonië door Polyperchon om Cassander te verdrijven. Ze kreeg erg veel respect onder het Macedonische leger maar verloor er wat van toen ze Philippus III en zijn vrouw Eurydice liet doden net als veel andere edelen waarop ze wraak nam voor hun aanhang aan Antipater tijdens zijn lange heerschappij. Cassander kreeg Macedonië echter terug in het volgende jaar bij Pydna en liet haar vermoorden. Alexander IV, nog steeds een jong kind, en zijn moeder Roxane sloot hij op in Amphipolis maar stierven onder mysterieuze omstandigheden in 310 voor Christus. Waarschijnlijk werden ze vermoord zodat de Diadochen de titel koning op zich konden nemen.

## Admiraal onder Ptolemaeus
Nadat hij aangekomen was in Egypte, stuurde Seleucus zijn vrienden naar Griekenland om Cassander en Lysimachus, de heerser van Thracië, in te lichten over Antigonos. Antigonos was nu de machtigste van de Diadochen en de anderen zouden zich aansluiten tegen hem. De geallieerden stuurden een voorstel naar Antigonos waarin ze vroegen om Seleucus te mogen laten terugkeren naar Babylon. Antigonos weigerde en ging naar Syrië, waar hij plande om Ptolemaeus aan te vallen in de lente van 314 voor Christus. Seleucus was op dat moment admiraal onder Ptolemaeus. Op hetzelfde moment dat hij het beleg van Tyrus begon, allieerde Antigonos zich met Rhodos. Het eiland had een strategische locatie en haar vloot kon de bondgenoten ervan weerhouden om hun legers bij elkaar te voegen. Door de dreiging van Rhodos gaf Ptolemaeus Seleucus honderd schepen en stuurde hem naar de Egeïsche Zee. De vloot was te klein om Rhodos te verslaan, maar was groot genoeg om Asander, de satraap van Carië, te dwingen om zich aan te sluiten bij Ptolemaeus. Om zijn macht te demonstreren viel Seleucus ook de stad Erythrae binnen. Ptolemaeus, maar dan de neef van Antigonos, viel Asander echter aan. Seleucus keerde terug naar Cyprus, waarnaartoe Ptolemaeus I zijn broer Menelaos samen met 10.000 huurlingen en 100 schepen had gestuurd. Seleucus en Menelaos begonnen daar samen de stad Kition te belegeren. Antigonos zond het grootste deel van zijn vloot naar de Egeïsche Zee en zijn leger naar Klein-Azië. Ptolemaeus had nu de mogelijkheid om Syrië binnen te vallen, waar hij Demetrios, de zoon van Antigonos, versloeg in de slag bij Gaza in 312 voor Christus. Het is mogelijk dat Seleucus meedeed aan de slag. Peithon, die door Antigonos aangesteld was als de nieuwe satraap van Babylon, sneuvelde in deze slag. De dood van Peithon gaf Seleucus de mogelijkheid om terug te keren naar Babylon.
Seleucus had zijn terugkeer naar Babylon goed voorbereid. Na de slag bij Gaza trok Demetrios zich terug naar Tripolis terwijl Ptolemaeus doormarcheerde tot aan Sidon. Ptolemaeus gaf aan Seleucus 800 man infanterie en 200 man cavalerie. Seleucus werd ook begeleid door zijn vrienden, mogelijk dezelfde vijftig als degene waarmee hij uit Babylon weggevlucht was. Seleucus veroverde Babylon zeer snel en de stad zelf werd snel veroverd. Seleucus' vrienden die in Babylon waren gebleven werden vrijgelaten uit de gevangenis. Zijn terugkeer naar Babylon werd later officieel beschouwd als het begin van het Seleucidische Rijk en dat jaar als het eerste van de Seleucidische jaartelling.

## Seleucus de Overwinnaar

### Verovering van de oostelijke provincies

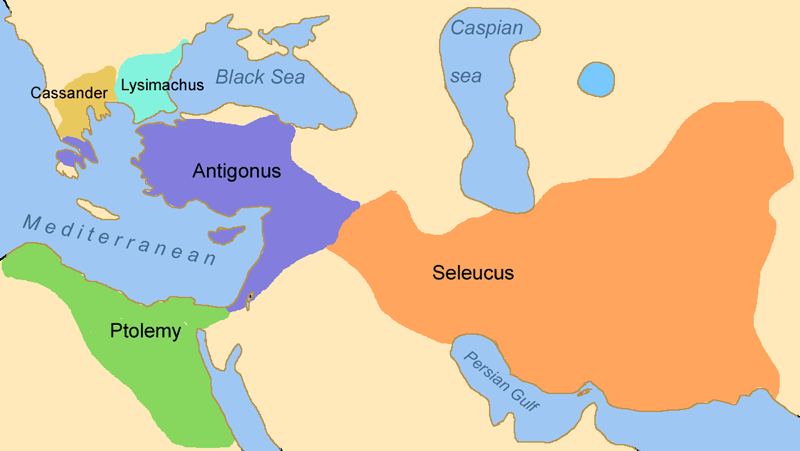
De koninkrijken van Antigonos, Seleucus, Ptolemaeus, Cassander en Lysimachus

Kort na Seleucus' terugkeer probeerden de aanhangers van Antigonos om Babylon te heroveren. Nicanor was de nieuwe satraap van Medië en de strategos van de oostelijke provincies. Zijn leger had ongeveer 17.000 soldaten. Evagoras, de satraap van Arië, had zich bij hem aangesloten. Het was duidelijk dat Seleucus' kleine leger de twee niet in een slag zou kunnen verslaan. Seleucus verborg zijn leger in de moerassen die het gebied omringden waar Nicanor de Tigris wilde oversteken en deed een verrassingsaanval in de nacht. Evagoras sneuvelde in het begin van de slag en Nicanor werd afgesneden van zijn leger. Het nieuws over de dood van Evagoras verspreidde zich onder de soldaten die zich allemaal begonnen over te geven. Bijna elk van die soldaten ging ermee akkoord om te dienen onder Seleucus. Nicanor ontsnapte met slechts enkele mannen.
Ook al had Seleucus nu ongeveer 20.000 soldaten, hij was nog steeds niet sterk genoeg om Antigonos te weerstaan. Hij wist ook niet wanneer Antigonos zijn tegenaanval zou beginnen. Anderzijds wist hij dat er minstens twee oostelijke provincies geen satraap hadden. Het grootste deel van zijn eigen troepen kwamen uit deze provincies. Enkele van Evagoras' troepen waren Perzisch. Misschien was een deel van de troepen Eumenes' soldaten, die een reden hadden om Antigonos te haten. Seleucus besloot om zijn voordeel te halen uit deze situatie.
Seleucus verspreidde verschillende verhalen onder de provincies en de soldaten. Volgens een ervan had hij in een droom Alexander naast hem zien staan. Eumenes had geprobeerd om een gelijksoortige propagandatruc te gebruiken. Antigonos, die in Klein-Azië geweest was terwijl Seleucus in het oosten was geweest met Alexander, kon Alexander niet gebruiken in zijn eigen propaganda. Seleucus, omdat hij Macedoniër was, had het vermogen om het vertrouwen van de Macedoniërs in zijn leger te winnen, wat niet het geval geweest was bij Eumenes.
Nadat hij opnieuw satraap van Babylon geworden was, begon Seleucus veel agressiever te worden in zijn beleid. Hij veroverde op korte tijd Medië en Susiana. Diodorus Sicullus vertelt dat Seleucus ook gebieden die dicht daarbij lagen, wat kan verwijzen naar Persis, Arië of Parthië. Seleucus bereikte echter niet Baktrië of Sogdiana. De satraap van die eerste was Stasanor, die neutraal gebleven was tijdens de conflicten. Na de nederlaag van Nicanors leger was er geen leger in het oosten dat Seleucus zou kunnen weerstaan hebben. Het is niet zeker hoe Seleucus de administratie van zijn veroveringen regelde. De meeste satrapen waren gestorven. In theorie was Polyperchon nog steeds de opvolger van Antipater en de officiële regent van het Macedonische Rijk. Het was zijn plicht om de satrapen te selecteren. Maar Polyperchon was echter nog steeds geallieerd aan Antigonos en dus nog steeds een tegenstander van Seleucus.

### Antigonos' antwoord

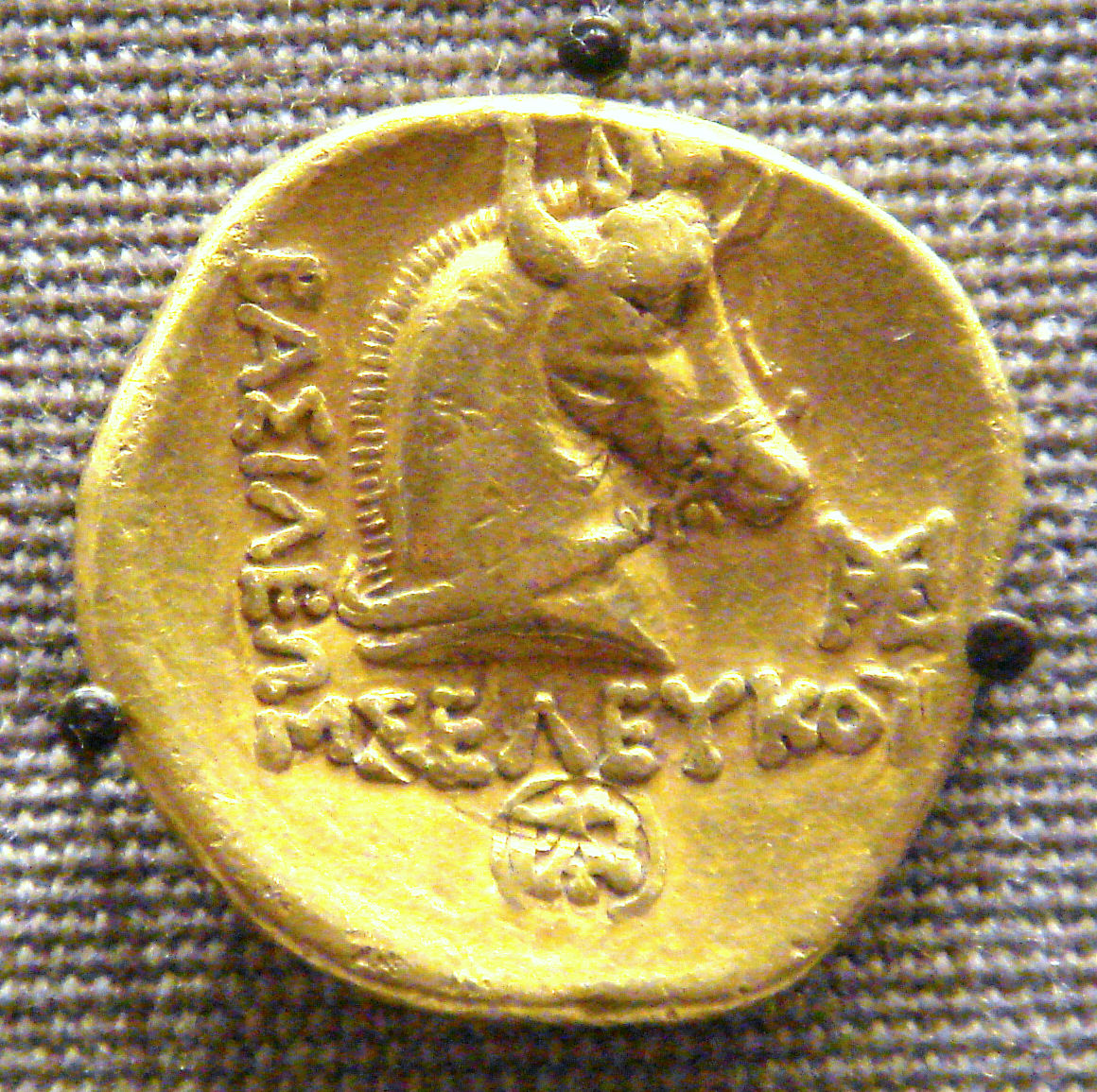
Munt van Seleucus I waarop Alexander de Grotes paard Bucephalus

Antigonos stuurde zijn zoon Demetrios met 15.000 man infanterie en 4.000 man cavalerie om Babylon te heroveren. Hij gaf Demetrios blijkbaar een tijdslimiet, waarna hij moest terugkeren naar Syrië. Antigonos geloofde dat Seleucus nog steeds enkel over Babylon heerste. Misschien had Nicanor hem niet verteld dat Seleucus nu minstens 20.000 soldaten had. Het lijkt erop dat de schaal van Nicanors nederlaag niet duidelijk was voor alle partijen. Antigonos wist niet dat Seleucus het grootste deel van de oostelijke provincies veroverd had of gaf waarschijnlijk weinig om de oostelijke delen van het rijk.
Toen Demetrios aankwam in Babylonië was Seleucus ergens in het oosten. Hij had Patrokles achter om de stad te verdedigen. Babylon was versterkt op een ongebruikelijke manier. Het had twee versterkte forten, waarin Seleucus zijn garnizoenen had achtergelaten. De inwoners van de stad werden overgebracht naar de gebieden rond de stad, sommigen zo ver als Susa. De omgeving van Babylon was uitstekend geschikt om te verdedigen, met steden, moerassen, kanalen en rivieren. Demetrios' troepen begonnen de forten van Babylon te belegeren en veroverden er een van. Het tweede fort bleek moeilijker voor Demetrios. Hij liet zijn vriend Archelaos achter om het beleg verder te zetten met 5.000 man infanterie en 1.000 man cavalerie, terwijl hijzelf wegging. De antieke bronnen vermelden niet wat er gebeurde met deze troepen. Misschien moest Seleucus later Babylon heroveren van Archelaos.

### Babylonische Oorlog

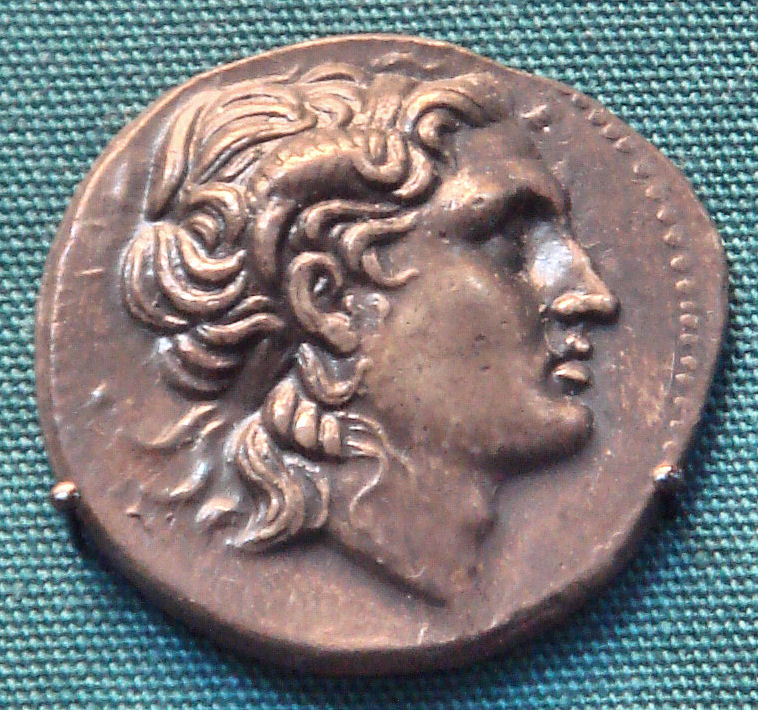
Munt van Lysimachus met de afbeelding van een gehoornde Alexander de Grote

In de loop van 9 jaren (311-302 v.Chr.), terwijl Antigonos werd beziggehouden in het westen, bracht Seleucus het hele oostelijke deel van Alexanders leger tot aan de Jaxartes en de Indus onder zijn gezag.
In 311 v.Chr. sloot Antigonos een vredesverdrag met Kassander, Lysimachus en Ptolemaeus, wat hem de mogelijkheid gaf om af te rekenen met Seleucus. Antigonos' leger had minstens 80.000 soldaten. Ook al had hij de helft van zijn leger achtergelaten in het westen, hij zou nog steeds een voordeel hebben tegenover Seleucus enkel en alleen al in aantallen. Seleucus kan hulp gekregen hebben van Kossaiërs, de voorouders van de Kassieten. Antigonos had hun land verwoest terwijl hij oorlog aan het voeren was tegen Eumenes. Seleucus rekruteerde ook misschien een aantal troepen van Archelaos. Toen Antigonos uiteindelijk Babylonië binnenviel, was Seleucus' leger veel groter dan daarvoor. Veel van zijn soldaten haatten Antigonos zeker. De bevolking van Babylonië stond ook vijandig tegenover hem. Seleucus moest dus geen garnizoenen plaatsen om de inwoners ervan te weerhouden om te rebelleren.
Er is weinig informatie beschikbaar over het conflict tussen Antigonos en Seleucus; enkel een zeer vaag Babylonisch verslag over de gebeurtenissen van de oorlog blijft nog over. De beschrijving van het jaar 310 v.Chr. is volledig verdwenen. Het lijkt erop dat Antigonos Babylon veroverde. Zijn plannen werden echter onderbroken door Ptolemaeus, die een verrassingsaanval uitvoerde in Cilicië.
We weten wel dat Seleucus Antigonos versloeg in minstens een beslissende slag. Deze slag wordt enkel vermeld in Polyaenus' Strategemata. Polyaenus vermeldt dat de troepen van Seleucus en Antigonos de hele dag lang vochten, maar toen de nacht kwam was de slag nog steeds onbeslist. De twee legers kwamen overeen dat ze zouden rusten in de nacht en verder zouden vechten in de ochtend. Antigonos' troepen sliepen echter zonder wapenuitrusting. Seleucus beval zijn troepen om te eten en te slapen in formatie. Kort voor zonsopkomst vielen Seleucus' troepen Antigonos' leger aan, die nog steeds zonder hun wapens waren en konden dus gemakkelijk worden verslagen. Het kan in vraag getrokken worden of dit verhaal historisch correct is.
De Babylonische Oorlog eindigde uiteindelijk in een overwinning voor Seleucus. Antigonos werd gedwongen om zich naar het westen terug te trekken. Beide kanten versterkten hun grenzen. Antigonos bouwde een aantal forten bij de Balikh terwijl Seleucus enkele steden liet bouwen, waaronder Dura Europos en Nisibis.

### Seleucia
De volgende belangrijke daad van Seleucus was het oprichten van de stad Seleucia. De stad werd gebouwd op de oever van de Tigris waarschijnlijk in 307 of 305 voor Christus. Seleucus maakte Seleucia tot zijn nieuwe hoofdstad, waardoor hij dus Lysimachus, Kassander en Antigonos nadeed, want die hadden allemaal steden genaamd naar zichzelf. Seleucus bracht ook de Babylonische munt in omloop in zijn nieuwe stad. Babylon werd snel in de schaduw van Seleucia geplaatst en het verhaal gaat dat Antiochus, de zoon van Seleucus, in 275 v.Chr. de hele populatie van Babylon naar zijn vaders hoofdstad bracht. De stad floreerde tot het jaar 165, toen de Romeinen haar vernietigden.
Een verhaal over de stichting van de stad gaat als volgend: Seleucus vroeg de Babylonische priesters op welke dag hij de stad het best zou stichten. De priesters rekenden de dag uit, maar, omdat ze wilden dat de stichting zou mislukken, vertelden Seleucus een andere datum. Het complot mislukte echter, omdat toen de juiste dag kwam, Seleucus' soldaten de stad spontaan begonnen te bouwen. Toen er hen naar gevraagd werd, gaven de priesters hun daad toe.

## Seleucus de koning
De strubbelingen onder de Diadochen bereikten hun climax toen Antigonos, toen de oude koninklijke lijn van Macedonië aan zijn einde was gekomen, zichzelf koning verklaarde in 306 voor Christus. Ptolemaeus, Lysimachus, Kassander en Seleucus volgden al snel zijn voorbeeld. Ook Agathocles van Syracuse verklaarde zich op ongeveer hetzelfde moment koning. Seleucus nam, net als de vier andere belangrijkste Macedonische generaals, de titel en stijl van Basileus op.

### Chandragupta Maurya en de oostelijke provincies
Seleucus richtte zijn aandacht opnieuw naar het oosten. In het jaar 305 v.Chr. ging Seleucus naar India en veroverde blijkbaar gebieden tot aan de Indus en begon uiteindelijk een oorlog met het Mauryarijk van keizer Chandragupta Maurya:

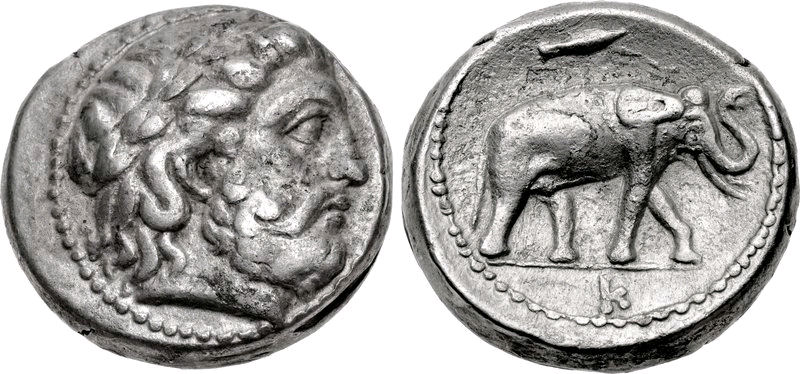
Munt uit Susa. Hij is geslagen in 288 of 287 voor Christus. Links, hoofd van Zeus met een laurierkrans op zijn hoofd. Rechts, oprukkende olifant met een speerpunt boven hem. Er staat onder de olifant een letter K

Altijd wachtend op de naburige naties, sterk in wapens en overtuigend in zijn raad, veroverde hij [Seleucus] Mesopotamië, Armenië, 'Seleucidisch' Cappadocië, Persis, Parthië, Baktrië, Arabië, Tapourië, Sogdiana, Arachosië, Hyrcanië, en andere aangrenzende volkeren die onderworpen waren door Alexander, zo ver als de rivier de Indus, zodat grenzen van zijn rijk de grootste waren in Azië na die van Alexander. De hele regio van Phrygië tot de Indus was onderworpen aan Seleucus. Hij stak de Indus over en begon een oorlog met Sandrocottus (Chandragupta Maurya), de koning van de Indiërs, die gevestigd waren op de oevers van die rivier, tot ze tot een overeenkomst kwamen en een huwelijksovereenkomst sloten. -Appianus, Geschiedenis van Rome, de Syrische Oorlogen 55

Enkel een paar bronnen vermelden zijn activiteiten in India. Chandragupta (in Griekse bronnen bekend als Sandrokottos), stichter van het Mauryarijk, had de Indusvallei veroverd en verschillende andere delen van de oostelijke regio's van Alexanders rijk. Seleucus begon een veldtocht tegen Chandragupta en stak de Indus over. De twee leiders kwamen uiteindelijk tot een overeenkomst en doordat ze in 305 v.Chr. een verdrag hadden getekend, stond Seleucus een tamelijk groot grondgebied af aan Chandragupta in ruil voor 500 oorlogsolifanten, die een sleutelrol zouden innemen in de volgende slagen, vooral bij Ipsus. De Indische koning trouwde waarschijnlijk met de dochter van zijn Griekse rivaal. Volgens Strabo werden de afgestane gebieden begrensd door de Indus:

De geografische positie van de stammen is als volgt: langs de Indus liggen de Paropamisadae, boven wie de Paropamisus-berg ligt: dan, naar het Zuiden, de Arachoti: daarna, naar het Zuiden, de Gedroseni, met de andere stammen die de kust bezetten; en de Indus ligt, in de breedte, langs al deze plaatsen; en van deze plaatsen, gedeeltelijk, zijn sommigen in handen van de Indiërs, hoewel ze vroeger van de Perzen geweest waren. Alexander [de Grote] nam deze af van de Ariërs en stichtte er nederzettingen, maar Seleucus Nicator gaf ze aan Sandrokottos [Chandragupta], op de voorwaarden van een huwelijk en het ontvangen van 500 olifanten. -Strabo 15.2.9

Het lijkt er dus op dat Seleucus de meest oostelijke provincies van Arachosië, Gedrosië, Paropamisadae en misschien ook Arië overgaf. Anderzijds werd hij geaccepteerd door de andere satrapen van de oostelijke provincies. Zijn Perzische vrouw, Apame, kan geholpen hebben bij het uitvoeren van zijn heerschappij in Baktrië en Sogdiana. De belangrijkste wetenschappers beweren dat Chandragupta enorme gebieden kreeg ten westen van de Indus, waaronder de Hindu Kush en Balochistan. Dit zou archeologisch kunnen bewezen worden, als de concrete indicaties van de invloed van Maurya, zoals de inscripties van de Edicten van Asoka waarvan bekend is dat ze zich bevinden in onder meer het hedendaagse Kandahar. Maar de Edicten van Asoka werden gebeiteld twee generaties na de territoriale overgave van Seleucus en het is daarom ook mogelijk dat het land waarin de edicten zijn gevonden, werd veroverd door Maurya's zoon Bindusara, of Asoka zelf.

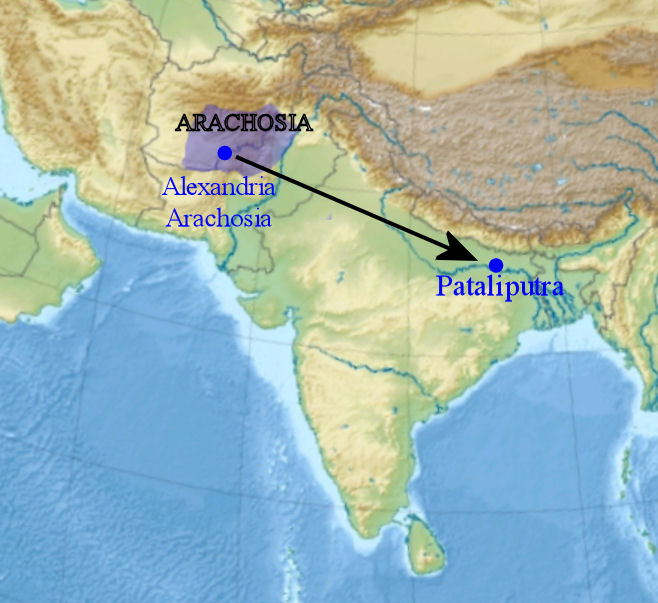
Volgens Arrianus leefde Megasthenes in Arachosië en reisde naar Pataliputra als ambassadeur van Seleucus naar de Indische heerser Chandragupta Maurya

Andere auteurs stellen dat het argument over Seleucus' overgave van het huidige Zuid-Afghanistan verkeerd is afgeleid uit een uitspraak van Plinius de Oudere die naar niet verwees naar de landen die Chandragupta had gekregen, maar naar de verschillende opinies van het woord India:

De meeste geografen kijken eigenlijk niet naar India als een land begrensd door de rivier de Indus, maar voegen daar ook de vier satrapieën van Gedrosië, Arachosië, Arië en Paropamisadae aan toe, waardoor de Cophes dus de verste grens van India is. Volgens andere schrijvers moeten deze gebieden echter gerekend worden bij Arië -Plinius, Naturalis Historia VI, 23

Ook de passage van Arrianus die uitlegt dat Megasthenes leefde in Arachosië met de satraap Sibyrtius, van waaruit hij reisde naar India om Chandragupta Maurya te bezoeken, druist in tegen het idee dat Arachosië onder heerschappij van Maurya was:

Megasthenes leefde samen met Sibyrtius, de satraap van Arachosië, en spreekt over zijn bezoeken bij Sandrakottos [Chandragupta Maurya], de koning van de Indiërs. — Arrianus, Anabasis Alexandri V,6

Niettegenstaande wordt Arachosië normaal gezien beschouwd, net als de andere drie regio's, als gebied dat aan de gebieden van het Mauryarijk werd toegevoegd.
De alliantie tussen Chandragupta en Seleucus werd bevestigd met een huwelijk. Chandragupta of zijn zoon trouwde met een dochter van Seleucus, of misschien was er een diplomatische erkenning van gemengde huwelijken tussen Indiërs en Grieken. Een Indische Puranische bron, de Pratisarga Parva van de Bhavishya Purana beschrijft ook het huwelijk van Chandragupta met een Griekse prinses, de dochter van Seleucus (Suluva in Indische bronnen).
Toegevoegd aan deze huwelijksovereenkomst of -alliantie, stuurde Seleucus een ambassadeur, Megasthenes, naar Maurya in Pataliputra. Er blijven slechts weinig over van Megasthenes' beschrijving van zijn reis.
Het lijkt erop dat de heersers vriendschappelijk tegenover elkaar stonden, want zoals verschillende klassieke bronnen deze overeenkomst vermeldden, zond Chandragupta verschillende geschenken zoals Afrodisiaca naar Seleucus.
Seleucus kreeg kennis over het meeste van Noord-India, zoals uitgelegd door Plinius de Oudere tijdens zijn verschillende ambassades naar het Mauryarijk:

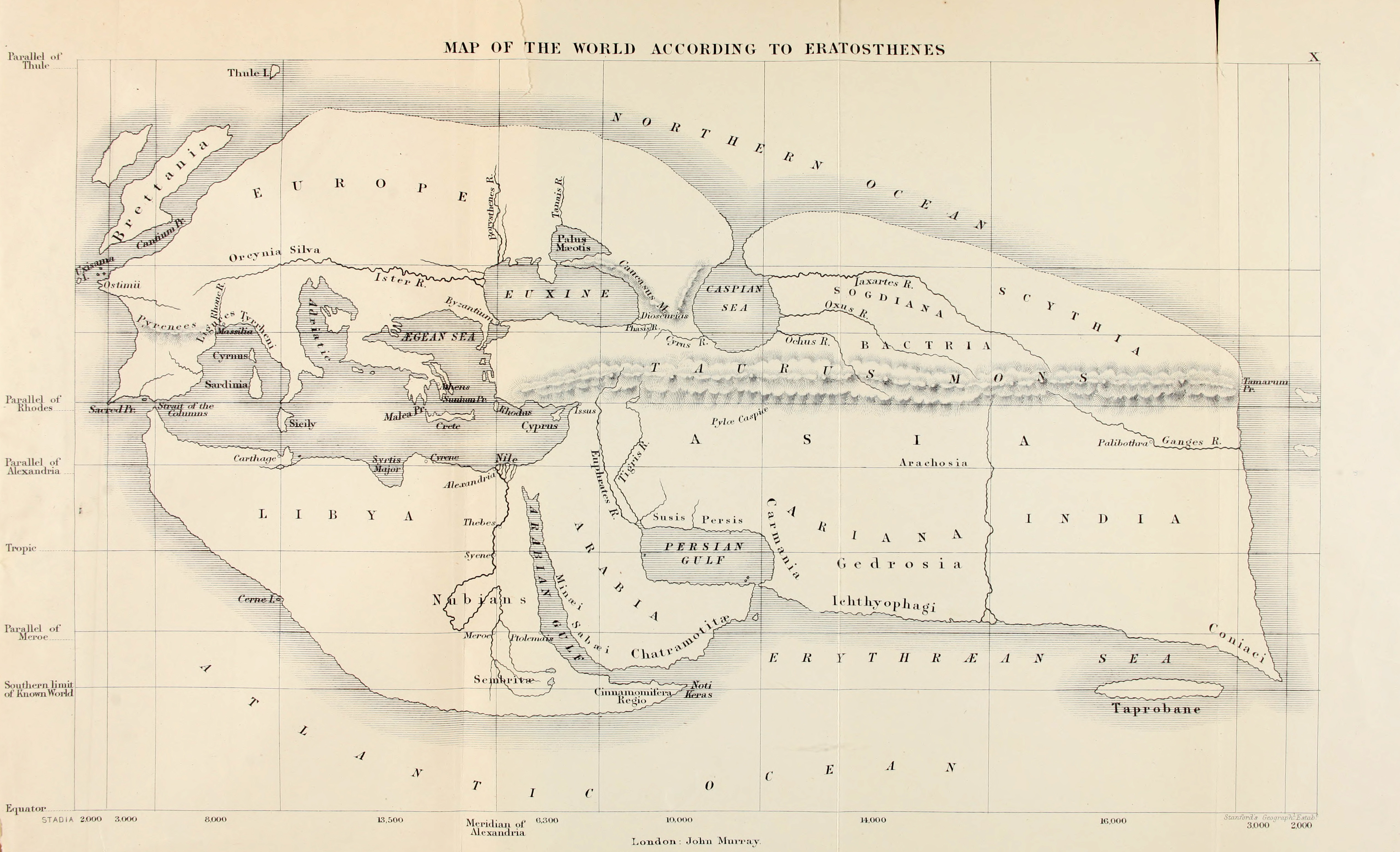
De Hellenistische wereldkijk na Seleucus: wereldkaart van Eratosthenes (276-194 v.Chr.), die informatie van de veldtochten van Alexander en zijn opvolgers gebruikte

De andere delen van het land [achter de Hydaspes, de verste rivier van Alexanders veroveringen] werden ontdekt en aanschouwd door Seleucus Nicator: namelijk
- van daar (de Hydaspes) tot de Hesidros 168 mijlen
- zover tot aan de rivier de Iomanes: en sommigen voegen hier nog 5 mijlen aan toe
- van daar tot aan de Ganges 112 mijlen
- tot aan Rhodapha, en sommigen zeggen dat daartussen niet minder dan 325 mijlen lagen
- van daar tot aan Calinipaxa, een grote stad 167 en een halve mijl verwijderd, volgens anderen 265 mijl
- En naar de samenvloei van de rivieren de Iomanes en de Ganges, waar beiden samenkomen, 225 mijlen, en velen voegen daar nog 13 mijl aan toe
- van daar tot aan de stad Palibotta, 425 mijlen
- en zo tot aan de monding van de Ganges waar die in de zee stroomt, 638 mijlen – Plinius de Oudere, Naturalis Historia, Boek 6, hoofdstuk 21

Seleucus sloeg blijkbaar munten tijdens zijn verblijf in India, omdat verschillende munten waarop zijn naam staat opgegraven zijn in India. Deze munten beschrijven hem als Basileus (koning), wat een latere datum dan 306 v.Chr. suggereert. Sommigen ervan vermelden ook Seleucus samen met zijn zoon Antiochus als koning, wat suggereert dat de datum waarop ze geslagen werden later dan 293 v.Chr. was. Er werden daarna geen Seleucidische munten geslagen in India en toont de overgave van de Seleucidische gebieden ten westen van de Indus aan Maurya.
Het is mogelijk dat Seleucus een vloot stichtte in de Perzische Golf en in de Indische Oceaan.

### Slag bij Ipsus

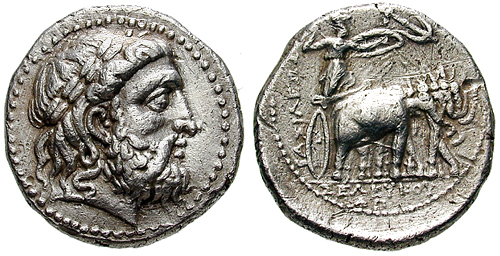
Tetradrachme van Seleucus uit Seleucia. Links het hoofd van Zeus, rechts Athena met olifanten

De oorlogsolifanten die Seleucus kreeg van Chandragupta bleken zeer nuttig te zijn toen de Diadochen uiteindelijk beslisten om af te rekenen met Antigonos. Kassander, Seleucus en Lysimachus versloegen Antigonos en Demetrios in de slag bij Ipsus. Antigonos sneuvelde in de slag, maar Demetrios ontsnapte. Na de slag kreeg Seleucus Syrië onder zijn heerschappij. Hij vond dat Syrië de regio vanaf het Taurusgeberte tot aan Sinaï was, maar Ptolemaeus had Palestina en Fenicië veroverd. In 299 v.Chr. sloot Seleucus een bondgenootschap met Demetrios en trouwde met zijn dochter, Stratonice. Stratonice was ook de dochter van Antipaters dochter Phila. Seleucus kreeg een dochter bij Stratonice, die ook Phila genoemd werd.
De vloot van Demetrios versloeg Ptolemaeus' vloot en daardoor moest Seleucus dus niet tegen hem vechten.
Seleucus kon zijn koninkrijk echter niet vergroten naar het westen. De belangrijkste reden was dat hij niet genoeg Griekse of Macedonische troepen had. Tijdens de slag bij Ipsus had hij minder infanterie dan Lysimachus. Zijn sterkte lag in zijn oorlogsolifanten en in traditionele Perzische cavalerie. Om zijn leger te vergroten probeerde Seleucus kolonisten uit Griekenland aan te trekken door vier nieuwe steden te stichten -Seleucia in Pieria en Laodicea in Syrië op de kust en Antiochia ad Orontem en Apamea in de Orontes-vallei. Antiochië werd de hoofdzetel van zijn regering. Het nieuwe Seleucia moest zijn nieuwe vlootbasis worden en een poort naar de Middellandse Zee. Seleucus stichtte ook zes kleinere steden. Er wordt verteld over Seleucus dat er weinig prinsen zijn geweest die zo'n grote passie hadden voor het bouwen van steden. Hij zou negen Seleucia's, zestien Antiochiës en zes Laodicea's gebouwd hebben.

### Nederlaag van Demetrios en Lysimachus

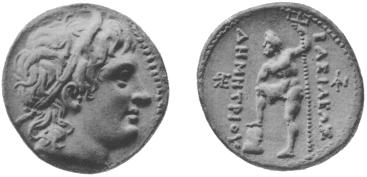
Munt van Demetrios, met de tekst ΒΑΣΙΛΕΩΣ ΔΗΜΗΤΡΙΟΥ (koning Demetrios)

Seleucus stelde zijn zoon Antiochus I aan als zijn medeheerser en medekoning van de oostelijke provincies in 292 voor Christus, omdat het leek dat het enorme rijk een dubbele regering nodig had. In 294 v.Chr. trouwde Stratonice met haar stiefzoon Antiochus I. Seleucus steunde naar verluidt het huwelijk nadat hij ontdekt had dat zijn zoon zou sterven aan liefdesverdriet. Zo kon Seleucus zich van Stratonice ontdoen omdat haar vader Demetrios nu koning van Macedonië was geworden.
De alliantie tussen Seleucus en Demetrios eindigde in 294 v.Chr. toen Seleucus Cilicië veroverde. Demetrios viel Cilicië binnen in 286 v.Chr. en veroverde het gemakkelijk, wat betekende dat Demetrios nu de belangrijkste regio's van Seleucus' rijk in Syrië bedreigde. Demetrios' troepen waren echter moe en hadden hun soldij nog niet ontvangen. Seleucus anderzijds, was bekend als een sluwe en rijke leider die de bewondering van zijn troepen had gekregen. Seleucus blokkeerde de wegen die vanuit Cilicië naar Syrië liepen en spoorde Demetrios' troepen aan om zich bij hem aan te sluiten. Hij probeerde ondertussen ook een slag met Demetrios te vermijden. Uiteindelijk wendde Seleucus zich tot Demetrios zelf. Hij toonde zichzelf voor zijn soldaten en deed zijn helm af, waardoor Seleucus dus toonde dat hij het zelf was. Demetrios' troepen begonnen hun leider nu gezamenlijk hun leider te verlaten. Demetrios werd gevangengezet in Apamea en stierf enkele jaren later in gevangenschap.
Lysimachus en Ptolemaeus hadden Seleucus gesteund tegen Demetrios, maar na de nederlaag van die laatste begon de alliantie uiteen te vallen. Lysimachus heerste over Macedonië, Thracië en Klein-Azië. Maar hij kreeg problemen met zijn familie. Lysimachus executeerde zijn zoon Agathocles, wiens vrouw Lysandra ontsnapte naar Seleucus in Babylonië.
Na de moord op zijn zoon begon Lysimachus steeds minder populair te worden. Hierdoor kreeg Seleucus de kans om zijn laatste rivaal te verslaan. Zijn interventie in het westen werd verzocht door Ptolemaeus Keraunos, die, bij de troonsbestijging van zijn broer Ptolemaeus II (285 v.Chr.), eerst gevlucht was naar Lysimachus en daarna naar Seleucus. Seleucus viel Klein-Azië binnen en versloeg zijn rivaal in de slag bij Corupedium in Lydië in 281 voor Christus. Lysimachus sneuvelde tijdens het gevecht. Ptolemaeus I was enkele jaren eerder ook gestorven. Seleucus was nu dus de enige nog levende tijdgenoot van Alexander.

### Administratie van Klein-Azië

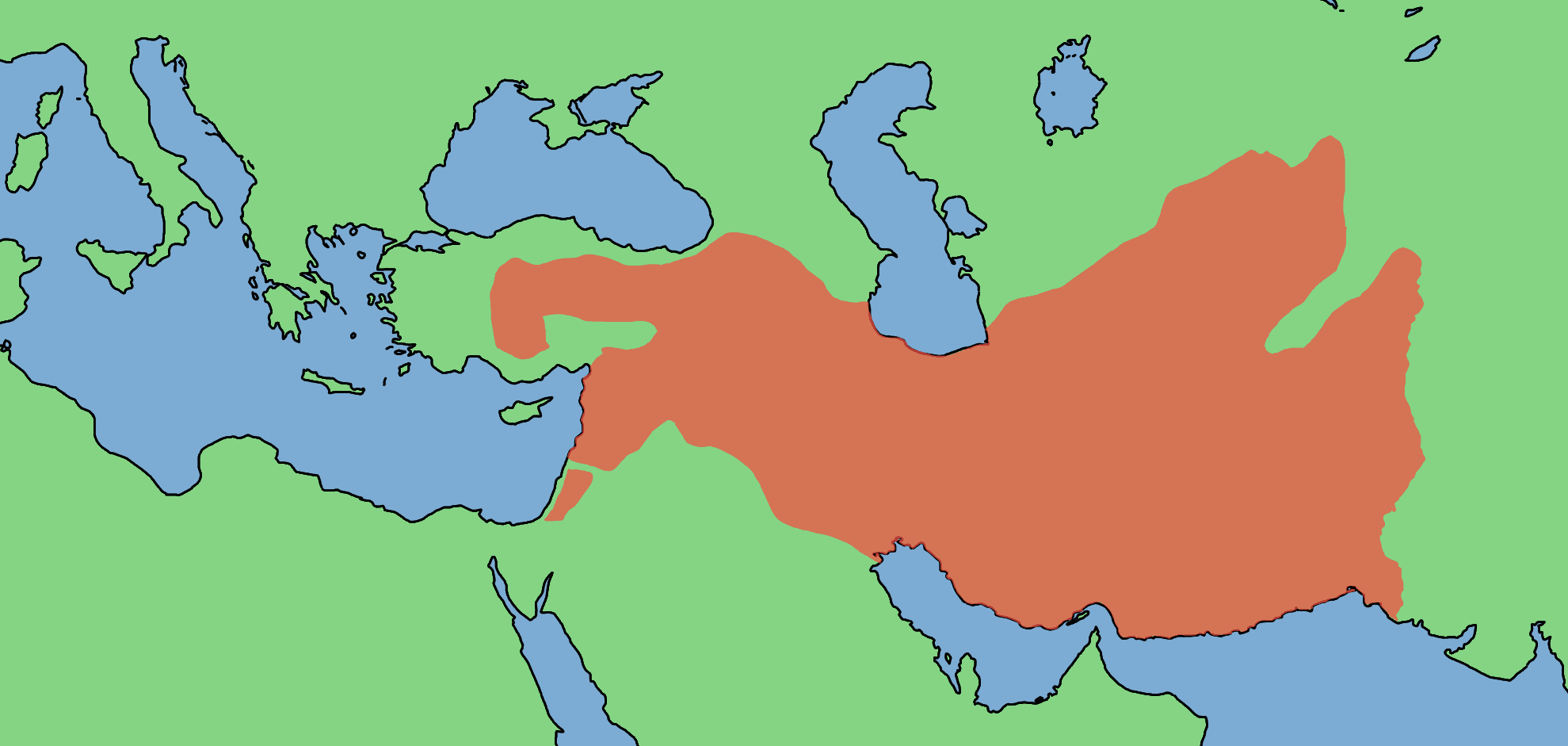
Het Seleucidenrijk na de veroveringen van Seleucus I Nicator

Voor zijn dood probeerde Seleucus de administratie van Klein-Azië op orde te krijgen. De regio was etnisch heel verschillend, want deze bestond uit Griekse steden, Perzische aristocratie en inheemse volkeren. Seleucus probeerde misschien Cappadocië te verslaan, maar slaagde hier niet in. Lysimachus' oud-officier Philetaerus heerste onafhankelijk over Pergamon. Anderzijds stichtte Seleucus blijkbaar een aantal nieuwe steden in Klein-Azië.
Er bestaan nog maar weinig brieven van degene die Seleucus stuurde naar de verschillende tempels en steden. Alle steden in Klein-Azië stuurden ambassades naar hun nieuwe heerser. Er wordt vermeld dat Seleucus klaagde over het aantal brieven dat hij kreeg en dat hij gedwongen was om te lezen. Hij was blijkbaar een populaire heerser. In Lemnos werd hij gevierd als bevrijder en er werd een tempel gebouwd om hem te eren. Volgens een lokaal gebruik werd er altijd een extra beker wijn geofferd voor Seleucus tijdens het avondeten. Zijn titel tijdens deze periode was Seleucus Soter (redder). Toen Seleucus wegging naar Europa, was de reorganisatie van Klein-Azië echter nog niet volledig klaar.

## Dood en nalatenschap

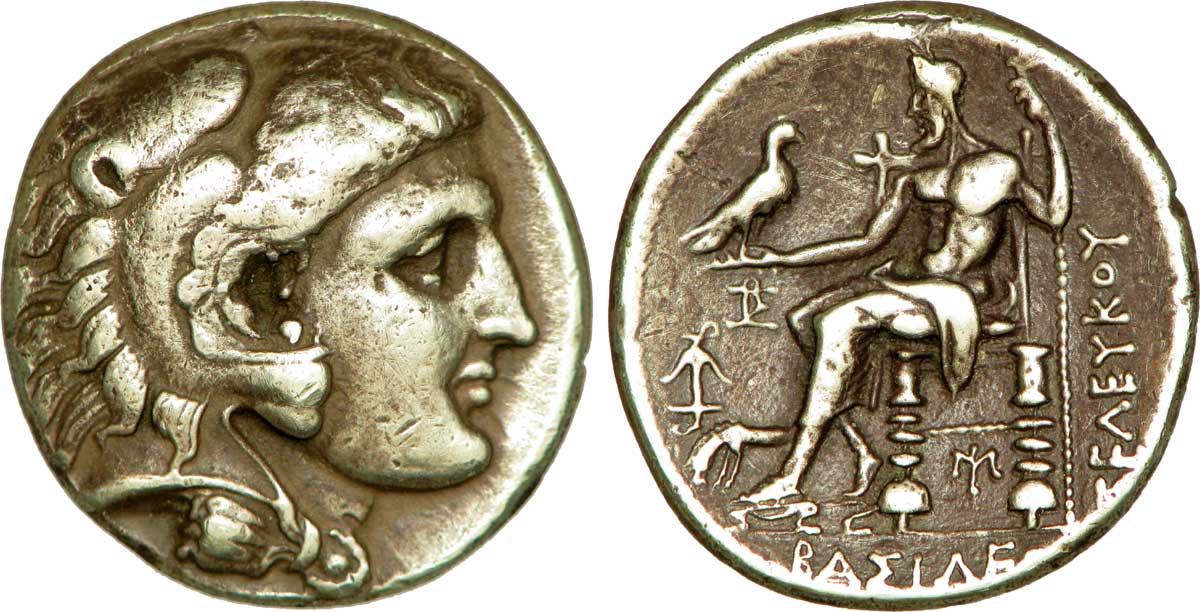
Een tetradrachme van Seleucus I Nicator, geslagen in 295-280 voor Christus

Seleucus bezat nu geheel Alexanders rijk uitgezonderd Egypte en rukte op om Macedonië en Thracië te veroveren. Hij wilde Azië overlaten aan Antiochus en zou zichzelf tevredenstellen door op zijn oude dag in het oude Macedonische Koninkrijk te slijten. Hij had echter nauwelijks de Thracische Chersonesos overgestoken toen hij werd vermoord door Ptolemaeus Keraunos bij Lysimacheia in september van 281 voor Christus.
Het lijkt duidelijk dat nadat hij Macedonië en Thracië veroverd zou hebben, Seleucus zou geprobeerd hebben om Griekenland te veroveren. Hij had deze veldtocht al voorbereid door de verschillende geschenken die hij had gekregen te gebruiken. Hij was ook kandidaat gesteld om een ereburger van Athene te worden.
Antiochus begon de cultus rond zijn vader. Er vormde zich een persoonlijkheidscultus rond de latere leden van de Seleucidische dynastie en Seleucus werd later aanbeden als een zoon van Zeus Nicator. Een inscriptie gevonden in Ilion (Troje) adviseert priesters om te offeren aan Apollo, de voorouder van Antiochus' familie. Verschillende anekdotes over Seleucus' leven werden populair in de klassieke wereld.